# Hadena macilenta
Hadena macilenta là một loài bướm đêm trong họ Noctuidae.